# Dave Grohl
Dave Eric Grohl (Warren (Ohio), 14 januari 1969) is een Amerikaanse muzikant die bekendheid verwierf als drummer van de band Nirvana en als voorman van de Foo Fighters. Hij staat bekend als een veelzijdig muzikant en heeft naast zijn drumcarrière bewezen ook als vocalist en gitarist op te kunnen treden. Hij begon zijn carrière in de jaren 80, als drummer voor de bands Freak Baby, Mission Impossible en Dain Bramage en zat ook kort bij de enigszins succesvolle band Scream.

## Scream

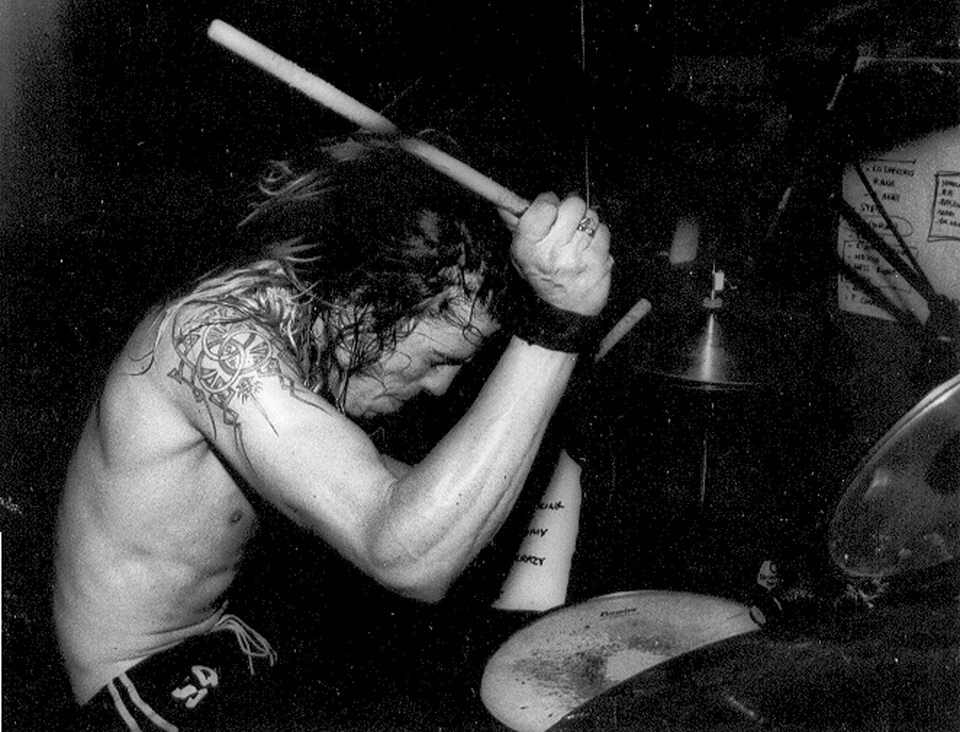
Grohl als drummer van Scream (1990)

Op zijn zestiende deed hij auditie bij de punkrockband Scream, waar Kent Stax net uit de band was gestapt, en Grohl kreeg een plek in de band. Niet lang daarna stopte hij met school, zodat hij fulltime kon gaan drummen. Hij maakte met de band diverse albums en zong in het nummer Gods Look Down.
Tijdens het spelen in de band werd Grohl liefhebber van The Melvins en hij raakte bevriend met de band. Tijdens een tournee in 1990 bracht Buzz Osborne, lid van The Melvins, Kurt Cobain en Krist Novoselic mee om de band te horen.
Een paar maanden na de ontmoeting met Kurt en Krist viel de band Scream uit elkaar nadat de bassist gestopt was. Grohl belde Osborne op voor advies en Osborne gaf hem het nummer van Krist Novoselic. Later deed Grohl auditie voor Kurt en Krist, en hij werd aangenomen.

## Nirvana
Grohl verhuisde naar Seattle, waar hij van 1990 tot 1994 de drummer van Nirvana was. In 1990 werkte Grohl mee aan het album Nevermind, dat met de single Smells Like Teen Spirit een ongekend groot mainstreamsucces werd. De band had een unieke stijl en werd de grootste uitdrager van het nieuwe muziekgenre grunge.
Grohl schreef al enkele jaren nummers maar wilde ze aanvankelijk niet met de andere leden van Nirvana delen omdat dat de chemie zou verstoren. In 1992 nam hij een album op onder het pseudoniem Late!. Dit album, Pocketwatch, verscheen onder het label Simple Machines en kwam alleen uit op cassetteband. Later nam Nirvana Color Pictures of a Marigold op als B-kant van de single Heart-Shaped Box.
De band groeide uit tot legendarische proporties en produceerde nog vier albums, waaronder een livealbum opgenomen bij MTV's Unplugged.
In 1994 pleegde zanger Kurt Cobain zelfmoord en kwam er abrupt een einde aan de successen van de band. Wel werden er postuum nog enkele nummers uitgebracht.
Het abrupte einde van Nirvana was voor Grohl een grote klap. Om de schok beter te kunnen verwerken, richtte hij zich op een geheel nieuw project: Foo Fighters.

## Foo Fighters
In 1994 werkte Grohl zelfstandig aan een demo, waarbij hij alle bas-r, gitaar- en drumpartijen voor zijn rekening nam. In 1995 werd het album vrijwel onveranderd uitgebracht onder de naam Foo Fighters. Hij wilde zelf niet dat zijn naam op de demo kwam. In de daarop volgende maanden formeerde hij een band die eveneens Foo Fighters zou gaan heten, met oud-Nirvanagitarist Pat Smear en twee leden van de band Sunny Day Real Estate, William Goldsmith als drummer en Nate Mendel als bassist. Grohl vroeg Krist Novoselic ook om bij de band te komen, maar deze weigerde.
Het tweede album, The Colour and the Shape, verscheen in 1997 en bevatte singles als Everlong, My Hero en Monkey Wrench. In datzelfde jaar verlieten Smear en Goldsmith de band, en kreeg de band met de toevoeging van drummer Taylor Hawkins en gitarist Chris Shiflett een langdurende bezetting.
De band maakte in 1999 het album There is Nothing Left to Lose, waarbij de eerder ingezette strakke stijl voortgezet werd. Grohl en drummer Hawkins speelden een aantal nummers van deze en oudere cd's bij de Twee Meter Sessies van Jan Douwe Kroeske.

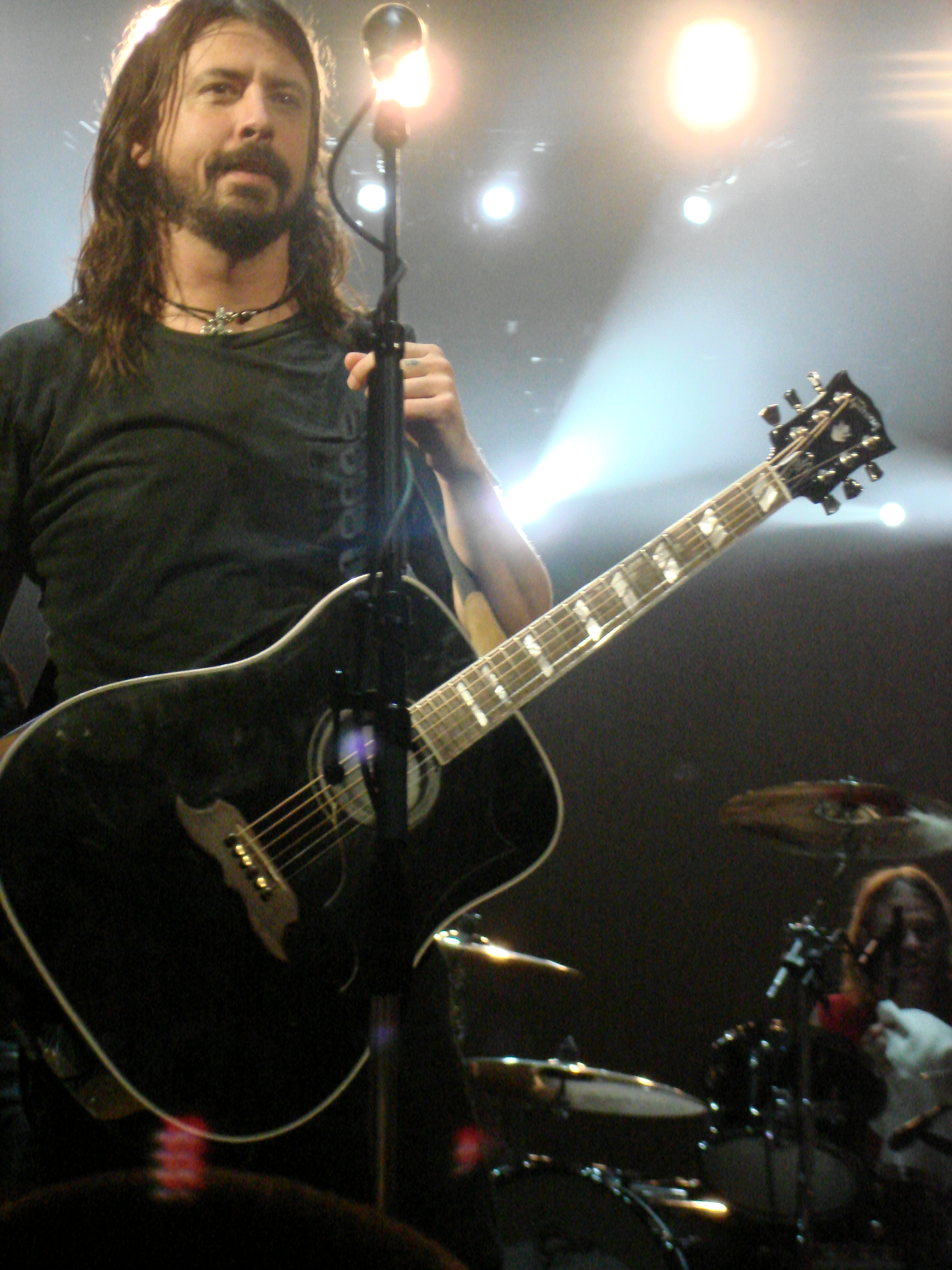
Dave Grohl, 2008

Voor zijn vriend Josh Homme nam Grohl in 2002 nogmaals plaats achter het drumstel voor het Queens of the Stone Age-album Songs for the Deaf. Ook bij de daarop volgende tournee nam Grohl het drumwerk voor zijn rekening. In hetzelfde jaar verscheen echter ook het vierde Foo Fighters-album, One by One. Hoewel dit album met enthousiasme werd onthaald, gaf Grohl later in een interview met het Amerikaanse muziektijdschrift Rolling Stone toe dat hij er niet tevreden mee was, omdat het schrijven en opnemen naar zijn smaak te gehaast was gebeurd.
In 2005 kwam het vijfde album van de Foo Fighters uit, In Your Honor. Het was een dubbelalbum met één wat hardere en één kalmere cd. Op het album werden de Foo Fighters bijgestaan door John Paul Jones van Led Zeppelin, Josh Homme en Norah Jones.
In 2006 verscheen er een livealbum van de Foo Fighters getiteld Skin & Bones plus een gelijknamige dvd van het concert. In dat jaar toerden de Foo Fighters rond de wereld met akoestische shows. Volgens Grohl zelf was het een van de mooiste tournees ooit in de geschiedenis van de Foo Fighters. Voor deze shows werden er extra tourneeleden aan de bezetting toegevoegd. Pat Smear keerde terug, Petra Hayden die viool speelde op A320 als violiste, Drew Hester als percussionist en Rami Jaffee als pianist.
Op 25 september 2007 verscheen het zesde studioalbum, Echoes, Silence, Patience & Grace. Volgens Grohl was de muziek op het album sterk beïnvloed door Led Zeppelin, de Beatles in hun latere jaren en veel andere 70's-rock. De singles waren The Pretender, Long Road to Ruin, Let It Die en Cheer Up, Boys (Your Make-Up is Running). De band toerde wereldwijd en bracht in 2009 Live at Wembley uit, een concert op cd en dvd dat opgenomen was tijdens twee uitverkochte concerten in het Wembley Stadium. In 2010 kwam het compilatiealbum Greatest Hits uit, waar Grohl zich tegen afzette, omdat naar zijn gevoel de band zijn grootste hits nog niet had geschreven.
Voor het opnemen van het in 2011 uitgebrachte zevende studioalbum, Wasting Light, ging de band terug naar de garage van Grohl en nam daar het album analoog op.
De hits “walk” en “Bridge Burning” zijn daar opgenomen.
In 2014 verscheen hun achtste studioalbum, Sonic Highways. Dit album werd uitgebracht tegelijk met de achtdelige documentaireserie Foo Fighters Sonic Highways, waarin in elke aflevering de muziekgeschiedenis van een Amerikaanse stad wordt uitgelicht. Elk nummer van het album sluit aan bij een van deze steden en is ook in een studio in die stad opgenomen.
In 2015 werd een Europese tour afgelast in verband met een beenbreuk die Dave Grohl opliep tijdens een concert in het Zweedse Göteborg.

## Andere projecten
Als drummer blijft Grohl voor andere bands ook actief. In 2002 verzorgde hij bijvoorbeeld de drums op het album Songs for the Deaf en in 2013 op ...Like Clockwork van Queens of the Stone Age . Tijdens de tournee die daarop volgde, ging Grohl mee. Voor de punkers van Killing Joke drumde hij graag mee op hun gelijknamige cd uit 2003. Dave Grohl verscheen ook op het album van Tenacious D, de groep van de komiek-acteur Jack Black. Hij speelde zelfs een gastrolletje als de duivel in het videoclipje voor Tribute. Dezelfde rol speelde hij in de film Tenacious D - The Pick Of Destiny. Beide heren van Tenacious D waren weer te zien in de videoclip van het nummer Learn to Fly. Jack op zijn beurt kwam weer voor in de clip van Low en mocht de "hidden track" op het album van Grohls nieuwe project Probot inzingen. In 2004 kwam dit project, waarvoor Grohl enkele metalhelden uit zijn jeugd had laten opdraven, met een album. Het instrumentale gedeelte nam hij naar goede gewoonte zelf voor zijn rekening, de zangpartijen werden ingezongen door onder anderen Lemmy Kilmister van Motörhead en Max Cavalera van Soulfly. Nog in 2004 speelde hij de drums voor het nummer Bad Boyfriend van Garbage, dat op hun vierde cd Bleed Like Me uitkwam. In 2005 nam Grohl ook de drumpartijen op het nieuwe album van Nine Inch Nails voor zijn rekening.
Naast het inspelen van volledige albums acteert Grohl zo nu en dan als gastartiest. Zo speelde hij de gitaarpartij voor het nummer I've Been Waiting for You van David Bowies Heathen.
Naast muziek verschijnt Dave Grohl af en toe op het scherm. Hij speelde in Tenacious D in the Pick of Destiny, waarin hij zoals gezegd de duivel speelde en acteerde naast Dio, Meat Loaf, Tim Robbins en uiteraard Jack Black en Kyle Gass. Daarnaast was hij in een aflevering van The X-Files te zien, in de aflevering Pusher uit 1996.
Grohl, hier niet als drummer of gitarist, was ook te zien in het clipje I Want You So hard van Eagles of Death Metal, waar Homme drummer was, Jack Black de barman en Grohl zelf een klant.
In 2010 was hij betrokken bij het project dat bekendstaat als Them Crooked Vultures. Grohl vervulde hierin de rol van drummer. Homme nam de zang- en gitaarpartijen voor zijn rekening en John Paul Jones van Led Zeppelin maakte het trio compleet op basgitaar en keyboard. Het project was lange tijd in nevelen gehuld: de eerste geruchten over het project gingen rond in 2005, en het eerste optreden vond in augustus 2009 in Chicago plaats. Op 19 augustus 2009 trad de band voor het eerst in Nederland op, in de Melkweg te Amsterdam. Het optreden werd een dag van tevoren aangekondigd. Op Pukkelpop en Lowlands waren zij "surprise-act".
Voor de film The Muppets uit 2011, speelde Grohl de rol van Animool, als een cameo.
Op de in 2019 door het tijdschrift Rolling Stone gepubliceerde ranglijst van 100 beste drummers in de geschiedenis van de popmuziek kreeg Dave Grohl de 27e plaats toegekend.

## Privéleven
Grohl is getrouwd. Van 1994 tot 1997 was hij met een eerdere partner getrouwd. Hij heeft vier dochters, van wie een uit een buitenechtelijke relatie.

## Discografie

### Met Scream
1. No More Censorship (Scream, 1988)
2. Your Choice Live Series Vol. 10 (Scream, 1990)
3. Fumble (Scream, 1993)

### Met Nirvana
1. Nevermind (Nirvana, 1991)
2. Incesticide (Nirvana, 1992)
3. In Utero (Nirvana, 1993)
4. MTV Unplugged in New York (Nirvana, 1994) - livealbum
5. From the Muddy Banks of the Wishkah (Nirvana, 1996) - livealbum
6. Nirvana (Nirvana, 2002)
7. With the Lights Out (Nirvana, 2004)
8. Sliver: The Best of the Box (Nirvana, 2005)

### Met Foo Fighters
1. Foo Fighters (Foo Fighters, 1995)
2. The Colour and the Shape (Foo Fighters, 1997)
3. There Is Nothing Left to Lose (Foo Fighters, 1999)
4. One by One (Foo Fighters, 2002)
5. In Your Honor (Foo Fighters, 2005)
6. Skin and Bones (Foo Fighters, 2006)
7. Echoes, Silence, Patience and Grace (Foo Fighters, 2007)
8. Greatest Hits (Foo Fighters, 2009)
9. Wasting Light (Foo Fighters, 2011)
10. Sonic Highways (Foo Fighters, 2014)
11. Saint Cecilia (Foo Fighters, 2015)
12. Concrete and gold (Foo Fighters, 2017)
13. Medicine at Midnight (Foo Fighters, 2021)

### Met Queens of the Stone Age
1. Songs for the Deaf (Queens Of The Stone Age, 2002)
2. ...Like Clockwork (Queens of the Stone Age, 2013)

### Overig
1. Pocketwatch (Late!, 1992)
2. Tenacious D (Tenacious D, 2001)
3. Killing Joke (Killing Joke, 2003)
4. Probot (Probot, 2004)
5. With Teeth (Nine Inch Nails, 2005)
6. Four on the Floor (Juliette and the Licks, 2006)
7. Run with the Wolves (Prodigy, 2009)
8. Them Crooked Vultures (Them Crooked Vultures, 2009)
9. Slash (Slash, 2010) - als gastmuzikant
10. Sound City (Sound City Players, 2013)
11. walk, stranger things have happened, (cover door The Underdogs)

- Biblioteca Nacional de España: XX5607887
- Bibliothèque nationale de France: cb14031138j (data)
- Gemeinsame Normdatei: 130639052
- International Standard Name Identifier: 0000 0001 2278 4916
- Library of Congress Control Number: no00059212
- Nationale Bibliotheek van Letland: 000328262
- MusicBrainz: 4d5f891d-9bce-45ae-ad86-912dd27252fa
- Nationale Bibliotheek van Tsjechië: xx0027788
- Nationale bibliotheek van Australië: 36042140
- Nationale Bibliotheek van Israël: 987011001255105171
- Nationale Bibliotheek van Polen: a0000002727957
- Nederlandse Thesaurus van Auteursnamen: 118768549
- Istituto Centrale per il Catalogo Unico: LO1V387622
- Système universitaire de documentation: 080809472
- Trove: 1198369
- Virtual International Authority File: 38921323
- WorldCat: E39PBJkXtJFtRMVptFd8MtbfMP